# Chang La
Chang La är ett bergspass i Indien.   Det ligger i unionsterritoriet Ladakh, i den norra delen av landet, 600 km norr om huvudstaden New Delhi. Chang La ligger 5 303 meter över havet.
Terrängen runt Chang La är bergig åt sydost, men åt nordväst är den kuperad.  Trakten runt Chang La är nära nog obefolkad, med mindre än två invånare per kvadratkilometer. Trakten runt Chang La är ofruktbar med lite eller ingen växtlighet.